# コイネコ
『コイネコ』は、真島悦也による日本の漫画作品。FOX出版の雑誌『コミックメガフリーク』（隔月刊）で2001年6月号から連載を開始したが、同誌が10月号で休刊となったため連載3回で終了する。その後、改めて小学館の雑誌『月刊サンデーGX』で2004年10月号から連載を開始、2013年1月号まで連載された。
各話のタイトルが「 - しよう。」となっているのが特徴。話数カウントはEpisode●。

## あらすじ
ごくごく普通の少年シンタは、クラスメイトの少女ナオに、突然告白された。それも、通学路沿いの家の屋根の上からという、何とも驚きのシチュエーションで。
やたらと積極的なナオに、ややたじたじ気味のシンタ。にぎやかな家族やクラスメイト、近所のネコ達といった面々とともに、日々起きるドタバタを楽しく描いている。

## 登場人物
高岡 シンタ（たかおか シンタ）
主人公。中学1年生。これといった特徴のない普通の少年だが、周囲に流されやすい性格。
毎晩、部屋を訪れていた野良猫（実はナオ）を可愛がっていて、ある時しっぽに赤いリボンを結んだ。
日々のドタバタのせいで、成績は急降下中。
クリスマスに、ナオの希望に沿って鈴つきの赤い首輪をプレゼントしたが、そのために校内はあらぬ噂で持ちきりになった。
稲荷の石像を壊してしまい、呪いでキツネのヒゲとキツネ耳が生えてしまう。
桜崎 ナオ（さくらざき ナオ）
シンタのクラスメイトであり恋人。ストレートのロングヘアーが特徴の美少女。
その正体は猫で、完全な人間の姿のほか、猫耳と猫しっぽがついた姿や、完全に猫の姿になることもできる。
シンタが大好きで、シンタも自分に夢中にさせようとしている。目下の目標は、シンタとキスをすること。
やや尊大な口調でしゃべる。また、冗談が通じない。
思考回路が単純で、何でも正直にしゃべる上、微妙な表現をするので、クラスメイトに誤解されたり、シンタの頭痛の原因になったりする発言が多い。
毎晩、シンタに逢うためにシンタの部屋を窓から訪れる。以前は猫の姿だったが、今は猫耳つきの姿が多い。
外見や口調とは違い、素直で健気な性格。
猫の姿で訪れていた頃、シンタがしっぽに結んでくれたリボンをとても大事にしていて、いつも着けている。
シンタ直伝の、猫のあごをなでる「コリコリ」が得意。これで近所のオス猫の人気をさらったが、ナオ本人はシンタしか見えていない。
学校の成績は優秀。
クラスメイトの少女3人組
シンタ、ナオのクラスメイトの3人組。ロングヘアーの髪型が相沢 リョウコ（あいざわ リョウコ）、セミロングのポニーテールが川村 ヒデコ（かわむら ヒデコ）、ツインテールが森下 ユミ（もりした ユミ）。
ナオの相談をよく受けていて、2人の関係に何かとちょっかいを出す。
リョウコはナオに対抗してクラスメイトの秋月マコトと付き合い始め、ステキカップル最強の座を賭けてナオと対決する。
藤枝 ワカバ（ふじえだ ワカバ）
シンタのクラスメイトの少女。ショートヘアーで、おでこが広く眼鏡をかけている。
非常に猫好き。猫にとっては迷惑な人物。特に、ミカヅキを気に入っている。
ミヤビがナオに渡した決闘状（猫の足拓）をもらい、その後猫の足拓コレクションをしているらしい。
中1にしては巨乳で、クラス唯一のDカップと公表された直後、巨乳趣味の男子生徒達から人気になった。
最初は思っていなかったがいろいろやっていく内にシンタのことが好きになる。
秋月 マコト（あきづき まこと）
リョウコと付き合い始めた男子生徒。しかし、本当は他の男子生徒と同様に巨乳趣味で、ワカバがDカップと分かった直後に乗り換えようとして、怒ったリョウコに退治され捨てられた。
高岡 アユミ（たかおか アユミ）
シンタの妹。ショートヘアーでボーイッシュな外見。八重歯が特徴。
元気があり、父親に遠慮なく蹴りを入れる。父のカズヤに溺愛されているが、本人はうるさがっている。
人間の姿のナオになついている。
高岡 カズヤ（たかおか カズヤ）
シンタの父。短髪に眼鏡。一見細身だが、身体は鍛えている。
娘のアユミを溺愛している。「成長を見る」という名目でアユミの入浴を覗こうとしたり、アユミの部屋に忍び込んだりする。
ナオは気に入っていて、シンタの恋人として認めている。初対面のナオに、いきなり「シンタとはどこまでいったのかね?」と聞くほど豪放な性格。
重度の猫アレルギー。
なぜか、妻には逆らえない。
シンタの母
ファーストネーム不明。
ロングヘアーをポニーテールにしている。いつも笑顔だが、夫よりも強く、高岡家の実権を握っている。
ミカヅキ
街のボス猫。硬派なオス猫で、人間のシンタに恋しているナオのことを気にしている。
右目のまぶたに傷跡がある。
ワカバには閉口していたが、ナナミ先生に拉致されていた間に必死に探してくれたことを知り、少し好意を持つようになっている。
ミヤビ
シンタのいる街に流れて来たメス猫。
ナオと同じように、人間の姿になることができる。関西弁でしゃべる。
シンタが気に入って、ナオに決闘を申し込んだ。
ミカヅキに、「シンタは数十年ぶりの理想の男」と語った（昔の相手とはミヤビとの（見た目の）年齢が離れており、相手が特殊な趣味の人ではなかったため、失恋している）。
日下部 ミイコ（くさかべ ミイコ）
ミヤビに続き、シンタのいる街に流れて来たメス猫。ミヤビとは違い、まだかなり若い。
ナオやミヤビと同様に、人間の姿になれる。
元は飼い猫で、とても大切にされていた。飼い主が亡くなったため、野良になってしまった。
飼い猫として生まれ育ったので、自力でエサを取ることができない。
その気はないのにシンタに手を出したと誤解され、ナオやミヤビの攻撃を受けることがある。
ナナミ
シンタたちの担任の女性教師。姓は不明。ツリ目で、いつも面倒臭そうな表情をしている。癖のあるロングヘアで巨乳。クラスの男子生徒たちはみな巨乳趣味のため、崇拝されている。
授業中にシンタをナオと一緒に掃除道具ロッカーに閉じ込めても間違いを起こさず我慢できるかを試したりするが、実際にシンタが中学生らしからぬ行動をとったと疑われたときには体罰、説教、両親への連絡を実行するという厄介な性格。
厳しい生徒指導の主な目的は、生徒のためではなく自らの勤務評価を落とさないためらしい。
自宅にネズミが出たため、駆除のため野良のミカヅキを拉致するが、ミカヅキがなつかず騒がしかったので1日で解放した。
イナホ
お稲荷さまの遣い。シンタのせいで、力を失ってしまい、シンタをキツネにしようと呪いをかける。

## 主な舞台
高岡家
シンタの家。建物は普通の2階建ての一戸建て。シンタと妹のアユミ、両親の4人が住んでいる。
シンタの部屋は2階にあり、床はフローリング。机とベッド、テレビとビデオデッキがある。部屋の窓は屋根に面していて、ナオや他の猫たちの出入口になっている。
中学校
シンタやナオが通う。ナオの少しずれた言動のため、シンタとナオのカップルは校内でも有名。
神社
ナオのお気に入りの場所の一つ。ナオとミヤビの決闘の場所にもなった。
ペットショップ
駅前にある。シンタがナオへのクリスマスプレゼントの、鈴つきの赤い首輪を買った店。

## イベント
ナオとミヤビの決闘
神社で行われた。内容は3本勝負。審判はシンタ。
- 1本目「愛のお料理勝負」は、シンタが食べることなく、見かけもきれいなナオ作のサンドイッチ（中身は猫缶）が、ミヤビ作のでろでろなたこ焼きに圧勝。
- 2本目「シンタメロメロ対決」は、ミヤビが出血大サービスでパンツを見せたものの、猫の姿に戻ったナオの可愛らしさにシンタが魅了され、またもナオの勝利。
- ミヤビが対抗すべく猫の姿に戻ったところに乱入したワカバに追いかけられたミヤビが退場し、ナオの勝利が決定。しかし、3本目の「シンタファーストキス争奪戦」は行われなかった。

## 書誌情報
- 真島悦也『コイネコ』小学館〈サンデーGXコミックス〉
  1. 2005年9月20日初版発行（8月12日発売[1]） ISBN 4-09-157351-7
  2. 2006年7月20日初版発行（6月19日発売[1]） ISBN 4-09-157057-7
  3. 2007年3月24日初版発行（3月19日発売[1]） ISBN 978-4-09-157085-7
  4. 2007年9月24日初版発行（9月19日発売[1]） ISBN 978-4-09-157108-3
  5. 2008年6月24日初版発行（6月19日発売[1]） ISBN 978-4-09-157138-0
  6. 2009年1月24日初版発行（1月19日発売[1]） ISBN 978-4-09-157158-8
  7. 2009年10月24日初版発行（10月19日発売[1]） ISBN 978-4-09-157192-2
  8. 2010年4月24日初版発行（4月19日発売[1]） ISBN 978-4-09-157210-3
  9. 2011年1月24日初版発行（1月19日発売[1]） ISBN 978-4-09-157250-9
  10. （2011年11月18日発売[1]） ISBN 978-4-09-157294-3
  11. （2012年5月18日発売[1]） ISBN 978-4-09-157308-7
  12. （2013年3月19日発売[1]） ISBN 978-4-09-157344-5